# Estoa de Antígono
La Estoa de Antígono era una estoa en la isla de Delos en Grecia. Sus ruinas forman parte del yacimiento arqueológico de Delos, inscrito en la Lista del Patrimonio Mundial de la Unesco. Más concretamente, el yacimiento forma parte del santuario de Apolo y Artemisa de Delos.

## Historia
Se construyó en el período helenístico en torno a los años 246-239 a. C. Según una inscripción encontrada en el edificio, fue construido por Antígono II Gónatas, quien también donó el Monumento de los Toros, entre otros, a la zona. La estoa estaba probablemente destinada a albergar las numerosas ofrendas de exvotos que recibía el santuario de Delos. El edificio estaba situado en el extremo norte del santuario y servía de límite septentrional del mismo.

## Descripción

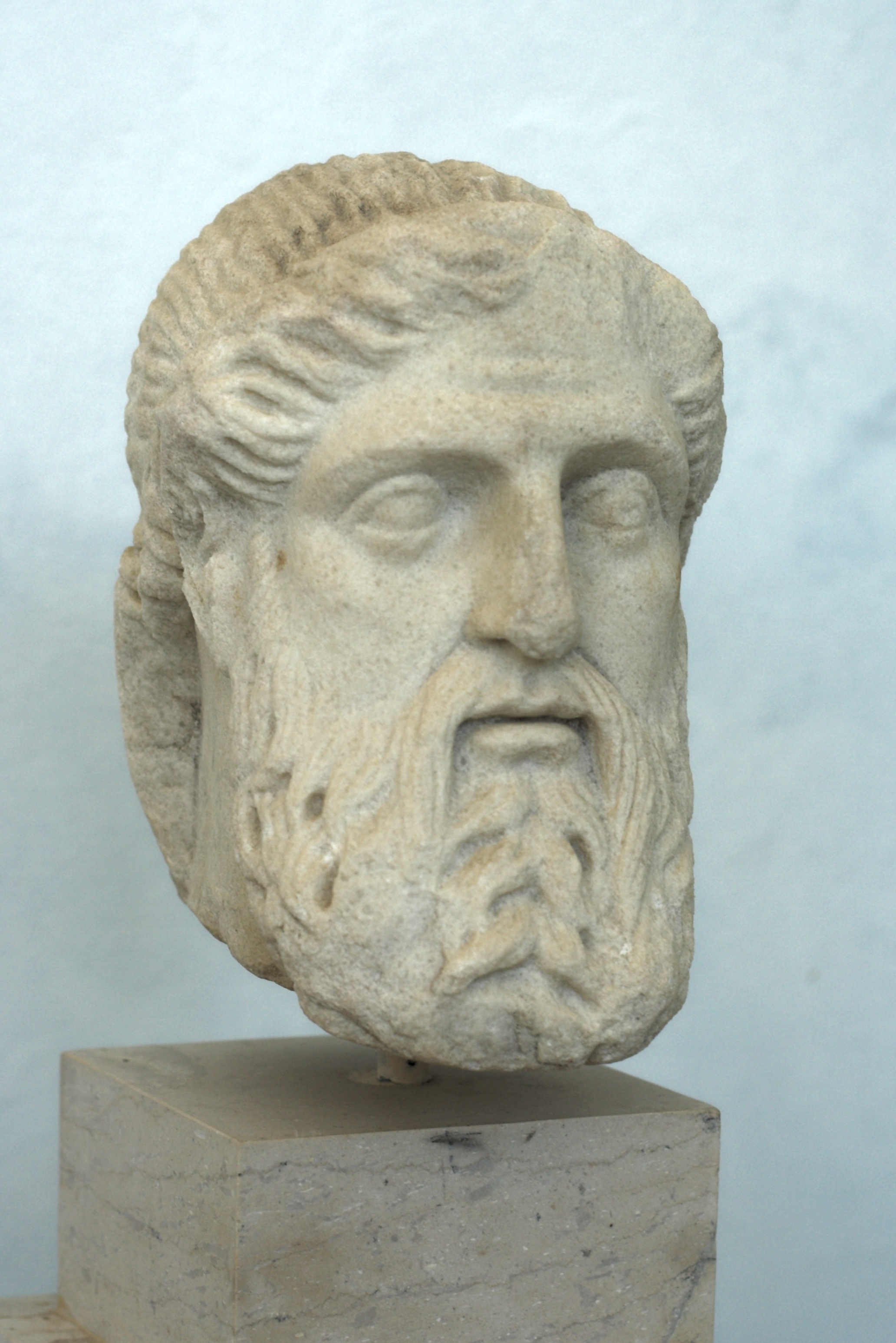
Cabeza de Hermes de la Estoa. De época helenística, del 100 a. C., pero de estilo arcaico.

La fachada de la estoa estaba orientada al sur, hacia el santuario. La fachada tenía 47 columnas dóricas. La estoa medía unos 119,6 m de largo y 13,4 m de ancho en su centro. En cada extremo del edificio había alas orientadas al sur, que sobresalían seis metros del resto del pórtico. Internamente, el edificio tenía dos alas y el tejado estaba sostenido por 19 columnas jónicas. Los triglifos entre las columnas de la fachada estaban decorados con adornos en forma de cabeza de toro. Delante de la estoa había un gran número de estatuas y otros exvotos.

Delante de la stoa, en el lado del santuario, estaba la tumba de los hiperbóreos, Opis y Arge, micénicos mencionados por Heródoto. Estaba rodeada por una muralla semicircular.